# Tienda de montañés

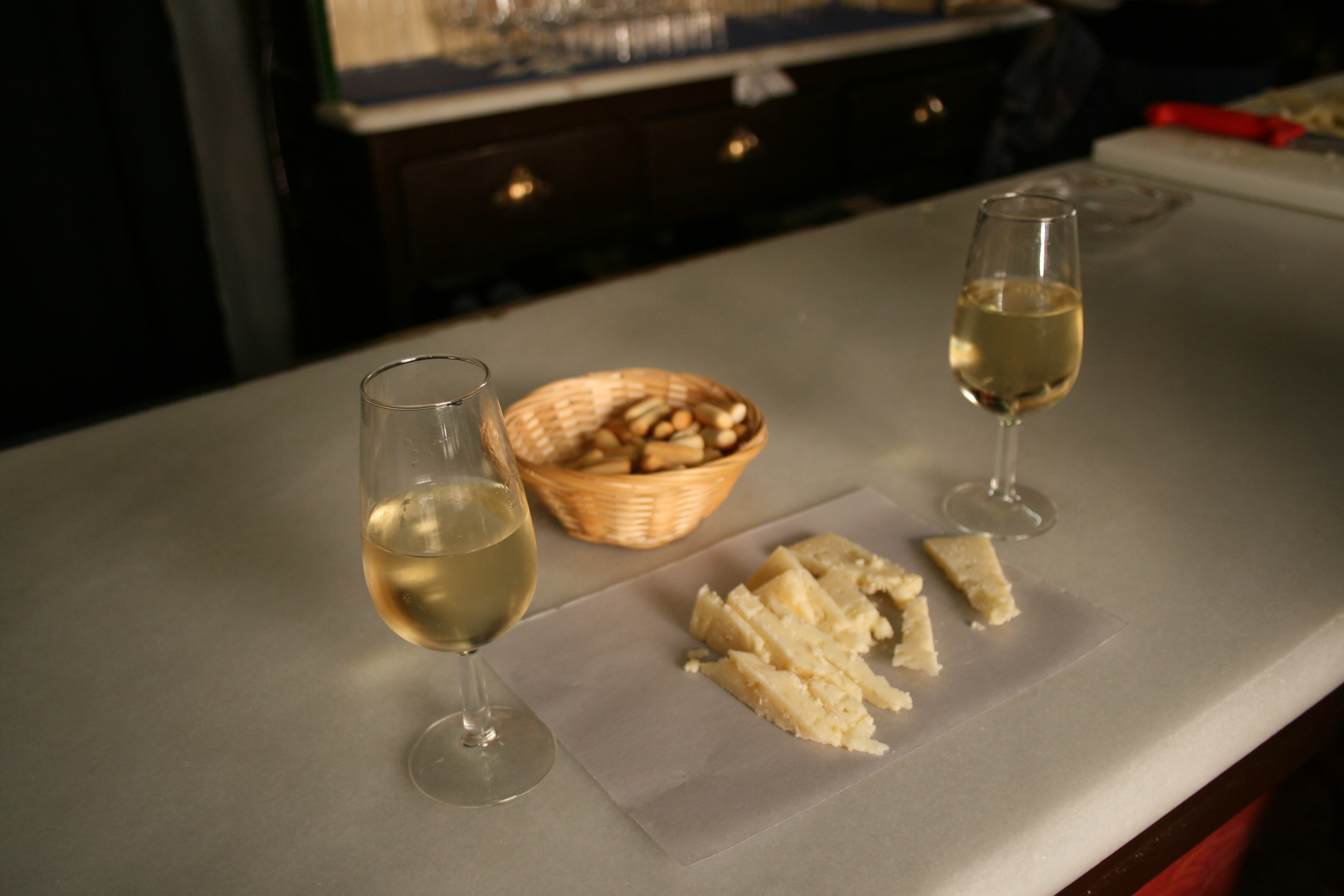
En la actualidad estas tiendas se han transformado en bares de tapas. Su estructura se mantiene con mostrador y despensa.

Una tienda de montañés o  jándalo es un tipo de negocio originario de las comunidades de Andalucía (en especial, de Cádiz) y Madrid.
Jándalos, es también el nombre por el que se conocía a los inmigrantes cántabros en Andalucía, se convierten en elementos populares del tópico costumbrista literario español de finales del siglo XIX. Así se encuentra en Serafín Estébanez Calderón, en Ángel Iznardi, José Sanz Pérez, Ramón de Mesonero Romanos, etc. El concepto ya aparece en 1848 en un número del Semanario Pintoresco Español en un artículo titulado "Una romería en las Montañas de Santander". A finales del siglo XX y comienzos del XXI estas tiendas se han transformado en gastrobares, en locales de tapas.

## Historia
En 1827 se describe como los campesinos de Cantabria de la zona occidental apenas salen del territorio. A medida que avanza el siglo estos campesinos montañeses se adentran en los campos de Andalucía. Se trata de un movimiento migratorio limitado en el tiempo que alcanza varias zonas de Andalucía como la provincia de Cádiz.  En Madrid existen algunos propietarios de tiendas de montañés que se hacen famosos como es el caso del tío Lucas González de Caso, abundantes platos de la cocina madrileña, tal y como las Judías a lo tío Lucas llevan su nombre. 
Estas tiendas se convierten en elementos populares del tópico costumbrista literario español de finales del siglo XIX. Uno de los autores que más contribuyó a su divulgación fue José María de Pereda. En la historia culinaria de España se menciona siempre en las escenas de taberna.